# Manschap
Manschap (Middelnederlands: manscap) of manheid is de term voor het vazal zijn van een leenheer op basis van feodaal recht.
Van deze hoofdbetekenis zijn verschillende andere betekenissen afgeleid. Zo kan manschap ook de eed van trouw zijn die een vazal zwoer aan zijn leenheer, de jaarlijkse verplichtingen die de vazal aan zijn leenheer moest nakomen of de gezamenlijke vazallen van een leenheer. De betrekkingen tussen een leenheer en vazal werden geregeld op basis van het ter plaatse geldende feodale recht. De afspraken konden van geval tot geval verschillen en wat gebruikelijk was verschilde per streek. Deze verhoudingen kende men vanaf de vroege middeleeuwen in wat nu Europa is.
Toen het Frankische Rijk in de Karolingische tijd te groot was geworden en de koning te veel rond zou moeten reizen om het contact met de verschillende landstreken van zijn rijk niet te verliezen, begon hij aan sommige aanzienlijken (vooral uit zijn garde) grondstukken in gebruik te geven als leengoed om het in zijn plaats te beheren en te besturen. Een deel van de opbrengst mocht men houden. Daarbij werd vaak afgesproken, dat de leenman militaire diensten aan de vorst levert.   
Deze mensen werden zijn leenmannen of vazallen: de graven, de hertogen, de prins-bisschoppen en de vorst-abten. De koning zou zijn leenman beschermen en de leenman legde een eed (foedus) af dat hij het gebied in naam van de koning zou regeren en dat hij de koning in geval van oorlog militair zou bijstaan met zijn mannen. De vazallen speelden een belangrijke rol bij het aan de macht komen en blijven van de Karolingers. Karel de Grote vond deze hechte banden van man tot man belangrijk voor zijn rijk en breidde het aantal vazallen sterk uit. Deze functie was toen nog niet erfelijk.   
De leenovereenkomst tot militaire dienst werd lang niet altijd op papier vastgelegd, maar bezegeld met een ceremonie waarbij getuigen aanwezig waren, doordat de vazal de gevouwen handen in de handen van de koning legde. Bij verlening van andere, meer uitgebreide rechten, werden de leenafspraken veelal wel op papier vastgelegd.   
Het woord vazal zou afkomstig zijn van het Keltische woord gwas, dat "jonge slaaf" betekent. 
In een ceremonie vouwden de jongeren (juniores) hun handen die de oudere (seniorem) omsloot met zijn handen. Ze waren nu 'in zijn hand', of mundeburnium. De jongere was daarmee het bezit van zijn heer geworden, hij moest werken voor de heer en de heer zou hem beschermen.